# Domenico Maria Canuti

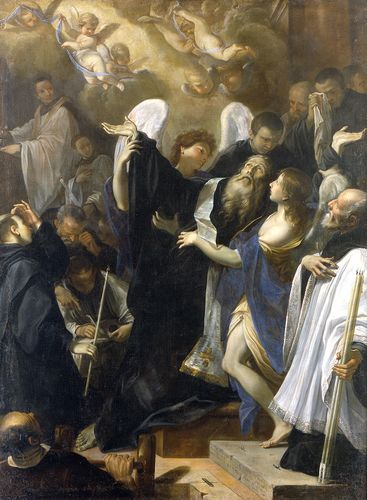
Muerte de San Benito, Pinacoteca Nacional de Bolonia.

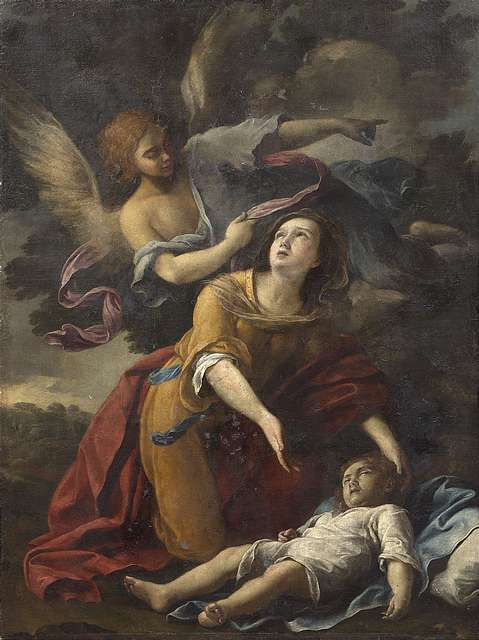
El ángel y Agar.

Domenico Maria Canuti (Bolonia, 5 de abril de 1625 - Bolonia, 6 de abril de 1684), fue un pintor italiano activo durante el Barroco.

## Biografía
Se formó como artista junto a pintores como Guido Reni, Guercino, Giovanni Andrea Sirani y Francesco Gessi. Permaneció en Roma en 1651-1655 bajo el patronazgo del abad Taddeo Pepoli, un distinguido erudito boloñés. La huella de sus grandes maestros boloñeses, sobre todo Reni y Annibale Carracci, se aprecia en su primera obra documentada, El éxtasis de santa Cecilia (Santa Maria di Valverde, Imola).
Canuti se especializó en la pintura al fresco de grandes proyectos, ayudado frecuentemente por quadraturistas como Mengazzino, Haffner y Giacomo Maria Paganuzzi.
En 1672 volvió a Roma, donde realizó las hermosas decoraciones al fresco de Santi Domenico e Sixto, con la colaboración del quadraturista Enrico Haffner. También trabajó en el Palazzo Colonna, el Palazzo Altieri y la cúpula de la iglesia del Gesú.
Ayudantes suyos fueron Giuseppe Maria Crespi y Giovanni Antonio Burrini.
Canuti fue también un activo grabador: realizó con esta técnica retratos de Ludovico, Agostino y Annibale Carracci, así como versiones de obras de Reni como el San Francisco en oración o la Virgen de las nubes con Cristo.

## Obras destacadas

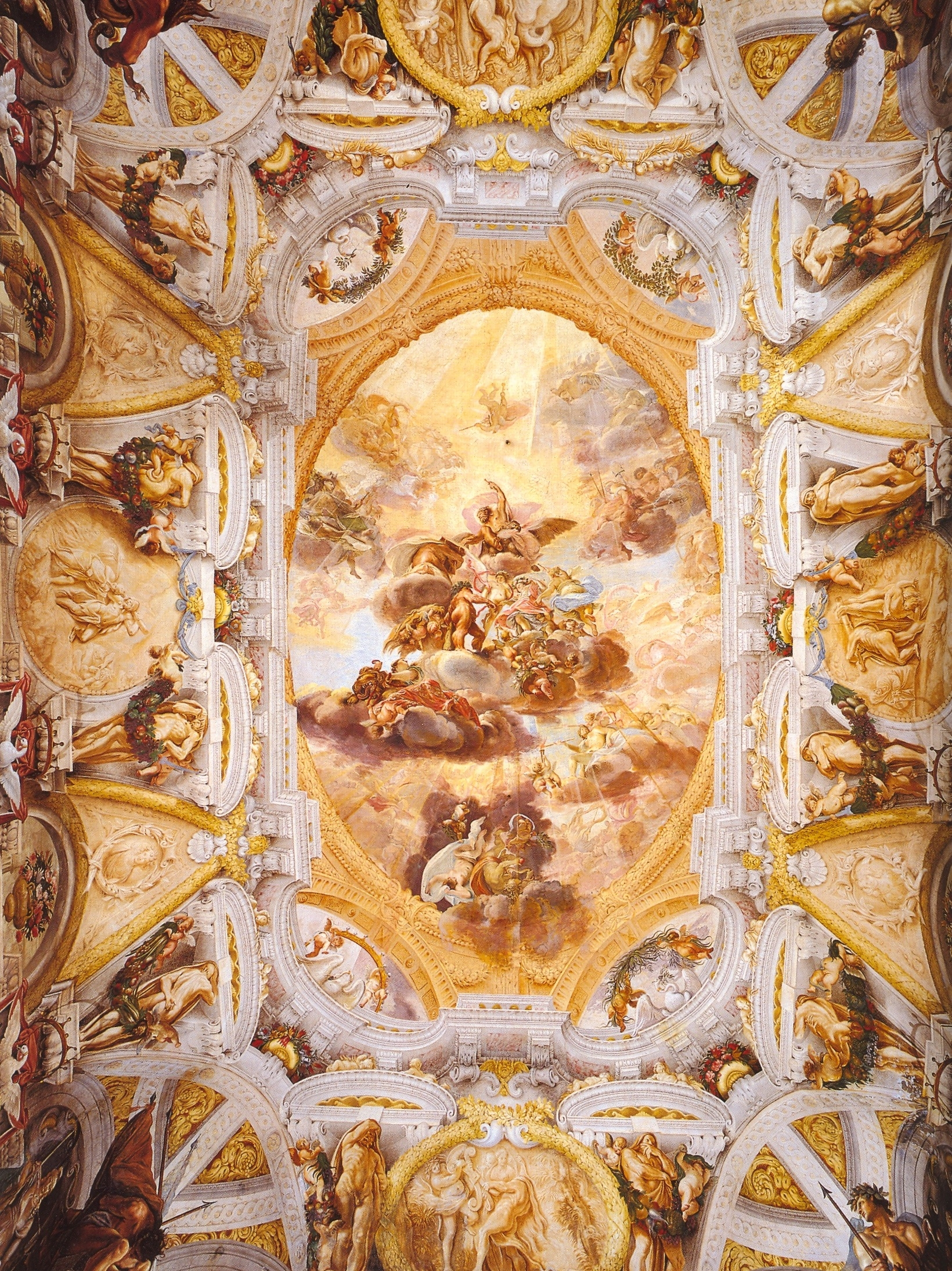
Hércules es acogido en el Olimpo, Palazzo Pepoli Campogrande, Bolonia.

### Lienzos
- Éxtasis de Santa Cecilia (Santa Maria di Valverde, Imola)
- Historias del beato Bernardo Tolomei (Museo Cívico de Padua y otros museos, seis lienzos)
- El ángel y Agar
- Muerte de San Benito (1667, Pinacoteca Nacional de Bolonia)
- Los Dioses del Olimpo (Musée Ingres, Montauban)

### Decoraciones al fresco
- Triunfo de Baco y Ariadna (Palazzo Fibbia, ahora Massetti-Calzolari, Bolonia, 1664), en colaboración con el quadraturista Domenico Santi, llamado el Mengazzino.
- Frescos del Palazzo Pepoli Campogrande, Bolonia.
  - Hércules acogido en el Olimpo
- Frescos de la biblioteca de San Michele in Bosco, Bolonia.
- Frescos de la Certosa di San Girolamo, Bolonia.
- Frescos de Santi Domenico e Sisto (1674-75, Roma), junto al quadraturista Enrico Haffner.
  - Gloria de Santo Domingo
- Frescos del Palazzo Colonna, Roma.
- Frescos del Palazzo Altieri, Roma.
  - Apoteosis de Rómulo
  - Rómulo se aparece a Julio Próculo
- Frescos de la cúpula del Gesú, Roma.